# П'єр д'Айллі
П'єр д'Айллі (фр.: [d‿aji] ; латинський Petrus Aliacensis, Petrus de Alliaco ; 1351 – 9 серпня 1420) — французький теолог, астролог і кардинал Римо-Католицької Церкви.

## Академічна кар'єра
Д'Айллі народився в Комп'єні в 1350 або 1351 році у заможній родині, його батько був успішним м'ясником. Навчався в Парижі в Наваррському коледжі , отримавши диплом ліценціата з мистецтв у 1367 році і ступінь магістра через рік, а до 1372 року брав активну участь у університетських справах . Д'Айллі викладав Біблію в 1375 році і вироки Пітера Ломбарда в 1376—1377 роках, а в 1381 році отримав ступінь ліценціату та доктора богослов'я. Він був пов'язаний з університетом, обіймавши посаду ректора в 1384 році; серед його учнів були Жан Жерсон і Ніколас Клеманжський .
Великий розкол церкви між двома папами виник у 1378 році. Навесні 1379 р. Д'Айллі, в очікуванні навіть рішення Паризького університету, переніс папі Авіньйонському Клименту VII «роль» французької нації. Незважаючи на цю швидку прихильність, він був твердий у своєму бажанні покласти край розколу, і коли 20 травня 1381 року університет постановив, що найкращим засобом для досягнення цієї мети є зібрати генеральну раду, Д'Айллі підтримав це. подання до ради короля в присутності герцога Анжуйського . Невдоволення, яке невдовзі продемонстрував уряд, змусило університет відмовитися від цієї схеми, і це, ймовірно, стало причиною тимчасового відходу П'єра д'Айі до Нойона, де він займав посаду каноніка . Там він продовжив боротьбу на свій бік у гумористичній роботі, в якій партизан ради забавно бере на себе демон Левіафан . 
Д'Айллі повернувся на популярність, очолив зусилля університету, спрямовані на звільнення Джона Бланшара з посади канцлера, в якому Бланшар був звинувачений Д'Айллі перед авіньйонським антипапою Климентом VII у зловживанні службовим становищем. Згодом Д'Айллі було двічі доручено Клименту VII у 1388 році захищати доктрини університету, особливо ті, що стосуються Непорочного Зачаття Богородиці, проти монаха-проповідника Жана де Монсона, а в 1389 році подати петицію до ім'я короля для канонізації молодого кардинала П'єра де Люксембурга . Успіх, який супроводжував його зусилля в цих двох випадках, і красномовство, яке він продемонстрував, можливо, сприяли його вибору на посаду жертовника і сповідника короля. У той же час, шляхом обміну, він здобув найвищу гідність в університеті, ставши канцлером Нотр-Дам де Парі .  Ця прийнятність для багатьох інтересів допомагає пояснити його просування.
Д'Айллі обіймав посаду ректора університету з 1389 по 1395 рік, а Герсон змінив його. Обидва брали участь у виключенні Домініканського ордену з університету за відмову прийняти ідею Непорочного Зачаття та у згаданих вище зусиллях покласти край Великому розколу за допомогою Вселенського собору.
Коли антипапа Бенедикт XIII змінив Климента VII в Авіньйоні в 1394 році, король доручив Д'Айллі місію привітати нового понтифіка. Його лайка з цього приводу та ласки, якими вона була винагороджена, створювали надто жорстокий контраст із рішучою позицією Паризького університету, який, стомлений розколом, уже тоді вимагав відставки двох понтифіків. Сам Д'Айллі незадовго до цього брав участь у складанні листа до короля, в якому викладаються переваги цього подвійного зречення, але відтоді його завзяття, здавалося, трохи охололи. Тим не менш, повернувшись з Авіньйона, він знову в присутності короля звернув увагу на переваги, які надає шлях, який схвалив університет. 
Підозри, викликані його поведінкою, знайшли подальше підтвердження, коли Бенедикт 2 квітня 1395 р. змусив себе — або дозволив — бути призначеним єпископом Ле Пюї . Велика кількість бенефіцій, якими він володів, залишала місце для деяких сумнівів щодо його безкорисливості. Відтепер він перебував під підозрою в університеті і був виключений з зборів, де обговорювався союз. 

## Церковна кар'єра

### Призначення
Однак церковна кар'єра Д'Айллі процвітала. Після Ле Пюї він був призначений єпископом Нойона та єпископом Камбре (1397). Завдяки цій посаді він також став князем Священної Римської імперії . Щоб заволодіти своїм новим єпископським престолом, йому довелося витримати гнів Філіпа, герцога Бургундського, подолати опір духовенства та буржуазії і навіть витримати збройний напад з боку кількох лордів; але його протектор, герцог Орлеанський, наказав здійснити інвеституру Вацлава, короля римлян. Останній, хоча й був прихильником папи Римського, скористався нагодою, щоб наказати Д'Айллі піти від його імені і сперечатися з папою Авіньйонським, що мав своєю метою переконати Бенедикта зректися престолу, необхідність що ставало все більш очевидним. Проте мова Д'Айллі, здається, у цьому випадку була неприйнятною; як би це не було, це не призвело до вдалого результату.  З цього моменту він витратив більшу частину своєї енергії на вирішення розколу. Хоча спочатку він не поспішав прийняти соборне рішення розколу, він уже брав участь у радах до 1409 року.

### Схизматичні тиски
Потім Франція спробувала чинити насильницький тиск, щоб подолати впертість Бенедикта XIII, погрожуючи формальним відкликанням від його послуху. Д'Айллі, який, незважаючи на свою прихильність до папи, захопився прикладом королівства, був одним із перших, хто в 1403 році, після того, що сталося, радив і святкував відновлення послуху. Він був відправлений Карлом VI з посольством до Бенедикта і скористався нагодою, щоб щедро привітати понтифіка дружніми вітаннями, змішаними з корисними порадами. Через два роки перед тим самим понтифіком він виголосив у місті Генуя проповідь, яка привела до загального встановлення свята Святої Трійці в країнах послуху Авіньйона. 
На церковному соборі, який відбувся в Парижі в 1406 році, Д'Айллі доклав усіх зусиль, щоб запобігти новому відступу від послуху, і за наказом короля взяв участь у захиснику Бенедикта XIII, курс, який знову викрив його. до нападів з боку університету. Наступного року він і його учень Герсон увійшли до складу великого посольства, надісланого князями до двох понтифіків, і, перебуваючи в Італії, він був зайнятий похвальними, але марними зусиллями, щоб спонукати папу Риму переїхати до міста на Італії. узбережжя, по сусідству з його суперником, де сподівалися, що відбудеться подвійне зречення. Знеохочений своєю неспроможністю зробити це, він повернувся до своєї єпархії Камбре на початку 1408 року. У цей час він все ще був вірний Бенедикту, і його небажання приєднатися до членів французького духовенства, які збиралися ратифікувати королівську декларацію нейтралітету, викликало гнів уряду Карла VI, і мандат, який, однак, був не був страчений, наказав арештувати єпископа. 

### Соборні ради
Лише після того, як кардинали двох колегій привели до скликання Пізанської ради (1409 р.), Д'Айллі відмовився від підтримки Бенедикта XIII і, через брак кращої політики, знову приєднався до справи. яку він відстоював у молодості. Судячи з його слів, тепер у раді лежав єдиний шанс на порятунок; і, зважаючи на вимоги справи, він почав стверджувати, що в разі розколу собор може бути скликаний будь-ким із вірних, і він матиме право судити і навіть скидати понтифіків-суперників. Такою була, власне, процедура Пізанської ради, в якій брав участь Д'Айллі. Після декларації про відставку римського папи Григорія XII і Бенедикта XIII на соборі було обрано Олександра V (26 червня 1409 р.). Цей папа царював лише десять місяців; його наступник Іоанн XXIII підняв д'Айі до кардинала (6 червня 1411 р.), а також, щоб відшкодувати йому втрату єпископства Камбре, передав йому управління Ліможом (3 листопада 1412 р.), який незабаром був обміняний на єпископство Оранського . Він також висунув д'Айллі своїм легатом у Німеччині (18 березня 1413 р.). 
Забувши про ці переваги, д'Айллі був одним із найгрізніших супротивників Івана XXIII на Констанційському соборі (1414—1418); разом із Жерсоном д'Айллі був одним із провідних богословів на соборі. Будучи переконаний у необхідності союзу та реформ, він більше, ніж будь-хто, сприяв прийняттю принципу, згідно з яким, оскільки розкол пережив Пізанський собор, необхідно знову братися за роботу щодо фундаментального союзу без розглядаючи права Івана XXIII не більше, ніж права Григорія XII та Бенедикта XIII. З цієї точки зору д'Айллі разом зі своїм співвітчизником кардиналом Філястром брав переважну роль протягом перших кількох місяців. Згодом, бачачи тенденцію розвитку подій, він виявив деяке неспокій і вагання. Однак він відмовився захищати Івана XXIII і з'явився на суді над цим папою лише для того, щоб дати проти нього показання, які іноді мали переважний характер. 
Інші питання, які привернули його увагу в Констанс, включали засудження Джона Вікліфа і суд над Яном Гусом. Публічне читання двох трактатів Гуса «De Potestate ecclesiastica» і «De Reformatione Ecclesiae» виявило, окрім дуже властивих йому ідей щодо реформи та конституції церкви, його задум зменшити владу англійців у раді, відмовляючи їм у праві утворення окремої нації (1 жовтня – 1 листопада 1416 року). Цим походом, який піддав його найгіршій помсти англійців, він відкрив свою роль «прокурора і захисника короля Франції». 
Коли нарешті постало питання про надання християнському світу нового папу, цього разу єдиного і безперечного, д'Айллі відстоював право кардиналів, якщо не повністю тримати вибори у своїх руках, то в будь-якому разі брати участь у виборах, і він висунув систему для узгодження претензій ради з правами Колегії кардиналів . Таким чином був обраний Папою Мартін V (11 листопада 1417 р.), і завдання д'Айллі було нарешті завершено. 

## Вихід на пенсію
Після ради д'Айллі повернувся до Парижа. Коли під час громадянського конфлікту у Франції бургундська фракція захопила Париж в 1419 році, вбивши при цьому деяких професорів, він втік на південь і відійшов до Авіньйона . Його колишній учень Герсон оселився неподалік в будинку Целестинського ордена . д'Айллі, відомий як кардинал Камбре, помер у 1420 році в Авіньйоні.

## Писання
д'Айллі багато писав про розкол, реформи, астрологію та інші теми. Його ідеї щодо повноважень колегії кардиналів і непогрішності генеральної ради були дуже впливовими. Космографічний твір " Imago Mundi " д'Айллі (1410) вплинув на Христофора Колумба в його оцінках розмірів світу. Багато питань науки та астрології, наприклад, календарна реформа, привернули його увагу.  Його погляди на астрологію, висловлені в кількох роботах, намагалися збалансувати божественне всезнання і свободу волі людини. У працях д'Айллі про розкол помістили кризу та необхідність реформ в апокаліптичний контекст. Його астрологія також була пов'язана з розколом, намагаючись визначити, чи є поділ церкви ознакою приходу антихриста . Його твори почали друкуватися до кінця XV століття.

## Спадщина
У "Вісімнадцятому брюмері Луї Наполеона " Карл Маркс писав, що д'Айллі сказав прихильникам етичних реформ на Констанційському соборі: «Лише диявол особисто може врятувати католицьку церкву, а ви просите ангелів».
На його честь названо кратер Аліаценсіс на Місяці.

## Твори та переклади

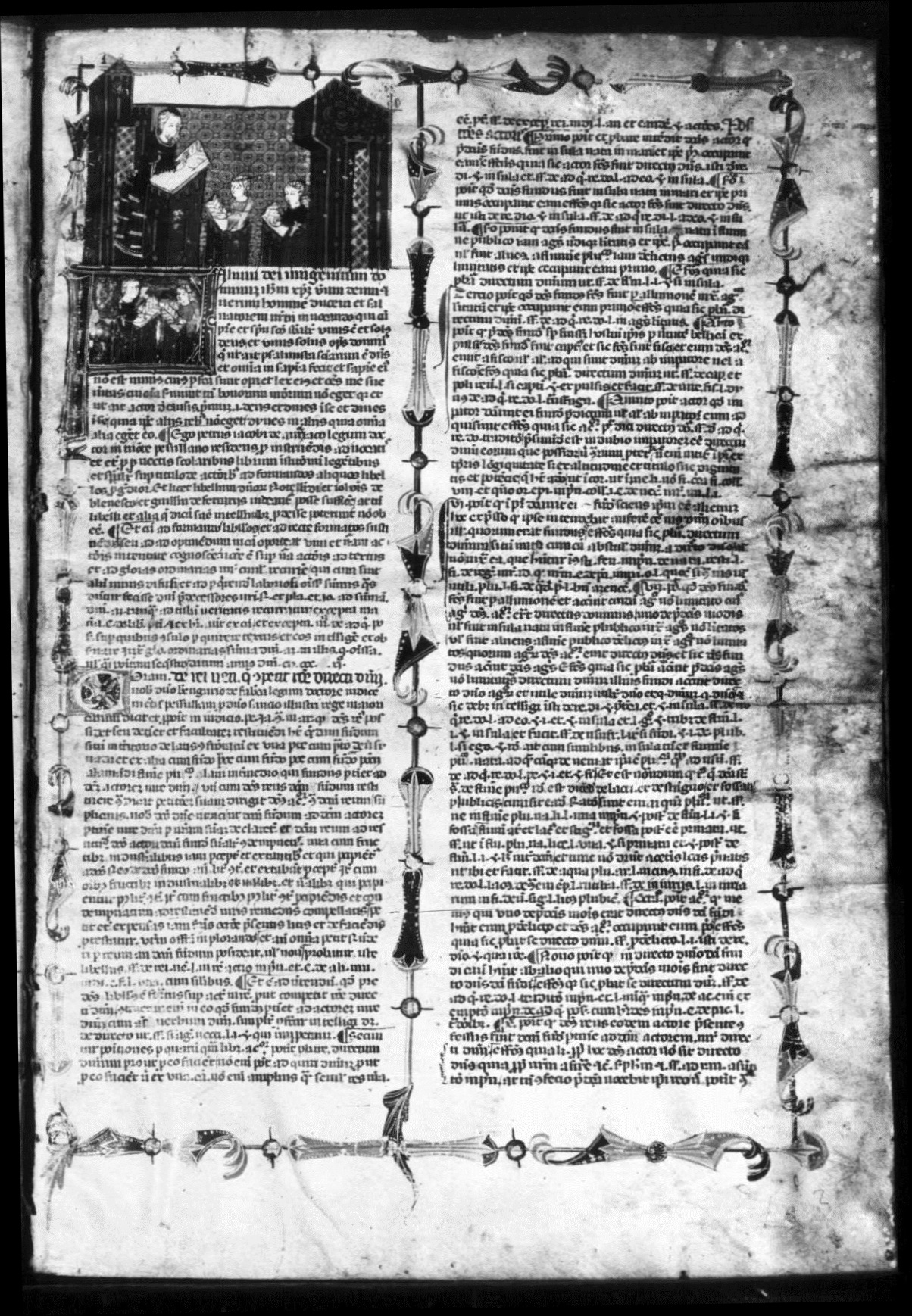
Lectura ad formandos libellos, рукопис. Бібліотека собору Толедо.

- Quaestiones super libros Sententiarum (1376—1377), анастатичний передрук видання 1490 року: Франкфурт-на-Майні: Мінерва, 1968.
- Petrus de Alliaco Questiones super primum, tertium et quartum librum Sententiarum. I: Principia et questio circa Prologum , cura et studio Monica Brinzei, Turnhout: Brepols, 2013.
- Ymago Mundi de Pierre d'Ailly, Едмонд Бертон (ред.), Париж: Maisonneuve Frères, 1930, 3 т., вип. 1 онлайн тут .
- De concordia astronomice veritatis et narrationis historice (1414).
- Tractatus de concordantia theologie et astronomie (1414).
- Destructiones modorum significandi, Л. Качмарек (ред.), Амстердам: ГБ Грюнер, 1994.
- Tractatus de anima, О. Плута (ред.), в Die philosophische Psychologie des Peter von Ailly, Амстердам: GB Grüner, 1987.
- Tractatus super De consolatione philosophiae, М. Chappuis (ред.), Амстердам: ГБ Грюнер, 1988.
- Conceptus et insolubilia Paris, прибл. 1495 .
- Поняття та нерозв'язні речі: анотований переклад, Пол Вінсент Спейд (ред.), Дордрехт: Рейдель, 1980.
- Руйнування modorum significandi. Conceptus et insolubilia , Ліон прибл. 1490–1495 .
- Tractatus exponibilium, Париж 1494 р.

### Рукописи
- Lectura ad formandos libellos (лат.) (вид. Toledo, Biblioteca de la Catedral de Toledo, Manuscritos). с. 40—10. 18th century AD

## Подальше читання
- Л. Кеннеді, Пітер з Ейлі та врожай філософії чотирнадцятого століття, Льюїстон: Mellen Press, 1986.
- Френсіс Оклі, Політична думка П'єра д'Айі: волюнтаристська традиція, Нью-Хейвен: Видавництво Єльського університету, 1964.
- Хайко Оберман, Жнива середньовічної теології: Габріель Біль і пізньосередньовічний номіналізм, перероблене видання, Гранд-Рапідс, Мічиган: Бейкер, 2001.